# Susanne
La Susanne è una cultivar ottocentesca di pera. Venne individuata dal botanico belga Jean-Baptiste van Mons.